# Janusz Bogdanowski
Janusz Bogdanowski (1929 – 2003) là kiến trúc sư người Ba Lan. Ông là kiến trúc sư chuyên thiết kế về cảnh quan, công trình xây dựng quốc phòng và nghệ thuật sân vườn.

## Tiểu sử
Kiến trúc sư Janusz Bogdanowski là con trai của luật sư Wincenty Bogdanowski. Ông theo học Khoa Kiến trúc của Đại học Công nghệ Kraców và tốt nghiệp năm 1954. Sau đó ông theo học lên tiến sĩ (năm 1964), tiến sĩ chuyên ngành (1967), và đến năm 1978 ông được bổ nhiệm làm giáo sư. Ông là Trưởng Bộ môn Kiến trúc Cảnh quan (chuyển thành Bộ môn Lý luận Kiến trúc Cảnh quan và Bố cục Sân vườn). Trong những năm 1992-1995 ông là viện trưởng Viện Kiến trúc Cảnh quan.
Kiến trúc sư Janusz Bogdanowski còn là chủ tịch Ủy ban Quy hoạch và Kiến trúc thị trấn của Viện Hàn lâm Khoa học Ba Lan, thành viên của nhiều hội đồng và hiệp hội khoa học như Ủy ban Gò đất Kościuszko, Hội Những người yêu thích Di tích và Lịch sử Kraków, và Ủy ban Xã hội về Phục hồi Di tích Kraków.
Ông là tác giả của nhiều cuốn sách và hàng trăm bài báo.
Ngày 16 tháng 4 năm 2003, Janusz Bogdanowski qua đời. Thi hài của ông được mai táng tại Nghĩa trang Rakowicki ở Krakow.

## Các ấn phẩm chính
- Thành phần và quy hoạch trong kiến trúc cảnh quan 1976
- Thành trì và cây xanh của pháo đài Krakow 1979
- Nghệ thuật phòng thủ 1993
- Kiến trúc phòng thủ trong cảnh quan của Ba Lan 1997
- Công viên và khu vườn của Krakow trong khu vực Planty 1997
- Kiến trúc cảnh quan 1981 (cùng với M. Łuczyńska-Bruzda và Z. Novák)
- Cảnh quan kiên cố thế kỷ 19/20: lịch sử và đánh giá 1993
- Vườn cảnh Ba Lan 2000